# Torturm (Euerdorf)

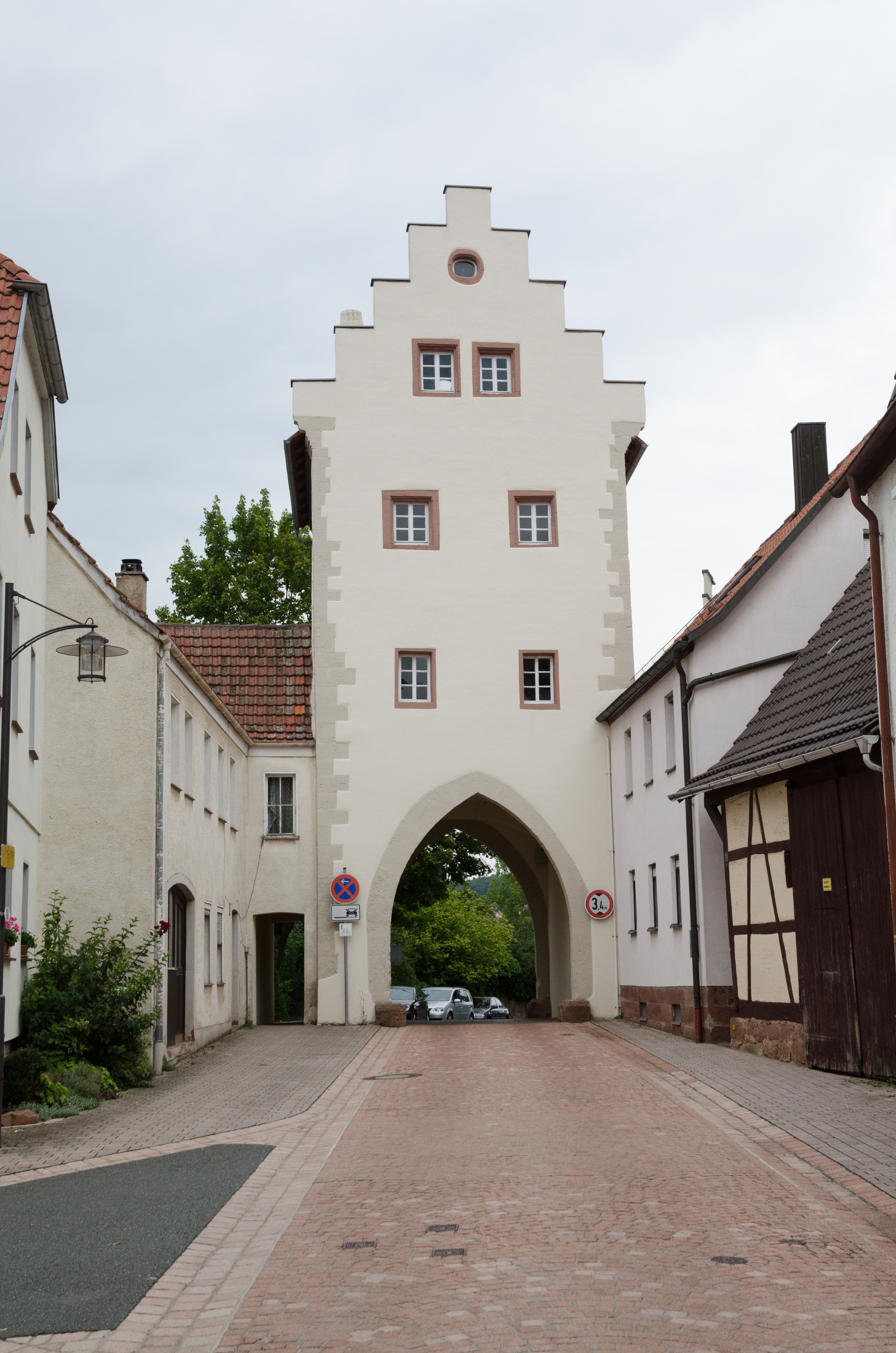
Torturm in Euerdorf (Marktseite)

Der Torturm in Euerdorf, einer Marktgemeinde im unterfränkischen Landkreis Bad Kissingen, wurde im 15. Jahrhundert errichtet. Der Torturm an der Kissinger Straße 25 steht auf der Liste der geschützten Baudenkmäler in Bayern.
Der dreigeschossige Massivbau mit Spitzbogentor und Treppengiebel war Teil der ehemaligen Ortsbefestigung, die ehemals neben der Ringmauer aus drei Toren bzw. Tortürmen bestand.